# Pic à bec clair
Campephilus guatemalensis
Espèce
Statut de conservation UICN

 LC  : Préoccupation mineure
Le Pic à bec clair ou Pic de Lesson (Campephilus guatemalensis) est une espèce d'oiseau de la famille des Picidae. 

## Répartition
Son aire de répartition s'étend sur le Mexique, le Guatemala, le Belize, le Salvador, le Honduras, le Nicaragua, le Costa Rica et le Panamá.

## Sous-espèces
D'après Alan P. Peterson, 3 sous-espèces ont été décrites :
- Campephilus guatemalensis guatemalensis (Hartlaub, 1844) ;
- Campephilus guatemalensis nelsoni (Ridgway, 1911) ;
- Campephilus guatemalensis regius Reichenbach, 1854.